# Atlantis, Sydafrika

Atlantis är nordlig förort till Kapstaden i Västra Kapprovinsen i Sydafrika. Folkmängden var 67 491 invånare vid folkräkningen 2011, på en yta av 28,84 kvadratkilometer. Staden har under en tid präglats av arbetslöshet, bostadsbrist och kriminalitet.

## Områden
Atlantis är indelat i tio statistiska områden (subplaces):
- Atlantis Industrial
- Avondale SP1
- Beaconhill
- Protea Park
- Robinvale
- Saxonsea
- Sherwood
- Wesfleur SP1
- Wesfleur SP2
- Witsand Informal

Saxonsea var det folkrikaste området 2011, med 16 216 invånare. Protea Park var det mest tätbefolkade området 2011, med 9 279 invånare/km².